# Salzkammergut-Radweg
Der Salzkammergut-Radweg (R2) führt über 328 Kilometer als Rundweg ab Bad Ischl vorbei an 13 Seen durch das Salzkammergut.

## Streckenverlauf
Von Bad Ischl führt der Weg entlang der Traun und des Traunsees nach Gmunden. Weiter über Aurach am Hongar geht es zum größten Salzkammergutsee, dem Attersee und weiter nach Mondsee am gleichnamigen See. Es folgen der Irrsee (auch Zellersee genannt), Mattsee und Obertrumer See. Das nächste Ziel ist Salzburg. Ab Salzburg geht es auf der Trasse der alten Ischlerbahn nach Eugendorf und weiter über St. Gilgen und St. Wolfgang nach Bad Ischl.
Die südliche Schleife führt in Weltkulturerberegion Hallstättersee. Von Obertraun geht es weiter nach Bad Aussee. Ab Altaussee führt der Weg auf einer Forststraße zurück nach Bad Ischl.

## Sehenswertes entlang der Strecke
- Salzburg
- Mondsee mit der Stiftskirche
- Bad Ischl
- Saline in Ebensee
- St. Wolfgang am Wolfgangsee
- Hallstatt am Hallstätter See
- Obertraun: Schauhöhlen (Dachstein-Rieseneishöhle, Dachstein-Mammuthöhle und Koppenbrüllerhöhle)